# Jean Finch
Ne doit pas être confondu avec John Finch (1er baron Finch).
Jean Finch, né vers 1548 à Eccleston (Angleterre), et  mort le 20 avril 1584 à Lancastre (Angleterre), est un fermier anglais, martyr de l'Église catholique.
Béatifié le 15 décembre 1929 par le pape Pie XI, il est célébré le 20 avril de chaque année.

## Biographie
Jean Finch est né vers 1548. Il est un fermier d'Eccleston, (Lancashire), issu d'une famille catholique. Élevé dans la foi catholique, il se convertit ensuite à l'anglicanisme. À l'âge de vingt ans, il se rend à Londres où il passe près d'une année avec des cousins à Inner Temple. Pendant son séjour, il est frappé par le contraste entre le protestantisme et le catholicisme, et il décide de revenir à la foi catholique.
Ne trouvant pas de travail à Londres, il retourne dans le Lancashire. Il se marie. Sa maison devient un centre d'actions missionnaires catholiques. Il héberge des prêtres et les aide de toutes les manières, en plus d'agir comme catéchiste,. Finch se soucie particulièrement de guider les prêtres d'une maison catholique à l'autre,.
Son activité missionnaire lui attire l'hostilité des autorités. À Noël 1581, il est surpris en conduisant un prêtre, George Ostliffe, et ils sont tous deux arrêtés. Les autorités anglaises déclarent que Finch, après avoir trahi le prêtre et d'autres catholiques, s'est réfugié chez le comte de Derby. Mais en fait, Finch est gardé prisonnier dans la maison du comte où il est tantôt torturé et tantôt soudoyé pour l'inciter à donner des informations. Il est ensuite transféré à la New Fleet Prison de Manchester, puis à la maison de correction. Lorsqu'il refusa d'aller à l'église protestante, il est traîné par les pieds, la tête cognant contre les pierres. Après trois ans d'emprisonnement, il est envoyé pour être jugé à Lancaster. Là, il est traduit en justice avec trois prêtres le 18 avril 1584.
Il est reconnu coupable par le tribunal et, exécuté par pendaison le 20 avril à Lancaster, en même temps que Jacques Bell,,.

## Béatification
Sa cause en béatification est introduite avec d'autres martyrs anglais en 1886. Il est béatifié le 15 décembre 1929 par le pape Pie XI.
Sa mémoire est célébrée dans l'Église catholique le 20 avril.
Une plaque commémorant son martyre ainsi que celui du prêtre Jacques Bell a été placé dans la cathédrale Saint-Pierre de Lancastre.